# كينغيرو نومورا (لاعب كرة قاعدة)
كينغيرو نومورا (باليابانية: 野村謙二郎؛ بالكانا: のむら けんじろう) هو لاعب كرة قاعدة ياباني، ولد في 19 سبتمبر 1966 في سايكي في اليابان.

## وصلات خارجية
- كينغيرو نومورا على موقع الدوري الياباني لكرة القاعدة (الإنجليزية)
- كينغيرو نومورا على موقعبيزبول رفرنس.كوم (الدوري الثانوي) (الإنجليزية)
- كينغيرو نومورا على موقع أوليمبيديا (الإنجليزية)